# Atriplex macropterocarpa
Atriplex macropterocarpa là loài thực vật có hoa thuộc họ Dền. Loài này được (Aellen) H.Eichler mô tả khoa học đầu tiên năm 1965.